# Třída Handy
Třída Handy byla třída torpédoborců Britského královského námořnictva. Celkem byly postaveny tři jednotky této třídy. Ve službě byly v letech 1895–1914.
Třída Handy představovala jednu ze sedmnácti podtříd raných britských torpédoborců od různých výrobců, které jsou souhrnně označovány jako třída A. Torpédoborce třídy A neměly jednotný design, ale důraz byl u nich kladen na jednotnou rychlost (u prvních tří podtříd 26 uzlů a u zbývajících čtrnácti podtříd 27 uzlů). Třída Handy patřila do druhé skupiny označováné jako „27-knotters“.

## Stavba
Britská loděnice Fairfield Shipbuilding and Engineering Company v Govanu postavila celkem tři jednotky této třídy. Na vodu byly spuštěny roku 1895 a do služby přijaty v letech 1895–1896.
Jednotky třídy Handy:
| Jméno      | Založení kýlu  | Spuštěn           | Vstup do služby | Osud                                  |
| ---------- | -------------- | ----------------- | --------------- | ------------------------------------- |
| HMS Handy  | 7. června 1894 | 9. března 1895    | říjen 1895      | Vyškrtnut 1914. Prodán do šrotu 1916. |
| HMS Hart   | 7. června 1894 | 27. března 1895   | leden 1896      | Prodán do šrotu 1911.                 |
| HMS Hunter | 7. června 1894 | 28. prosince 1895 | květen 1896     | Prodán do šrotu 1912.                 |

## Konstrukce

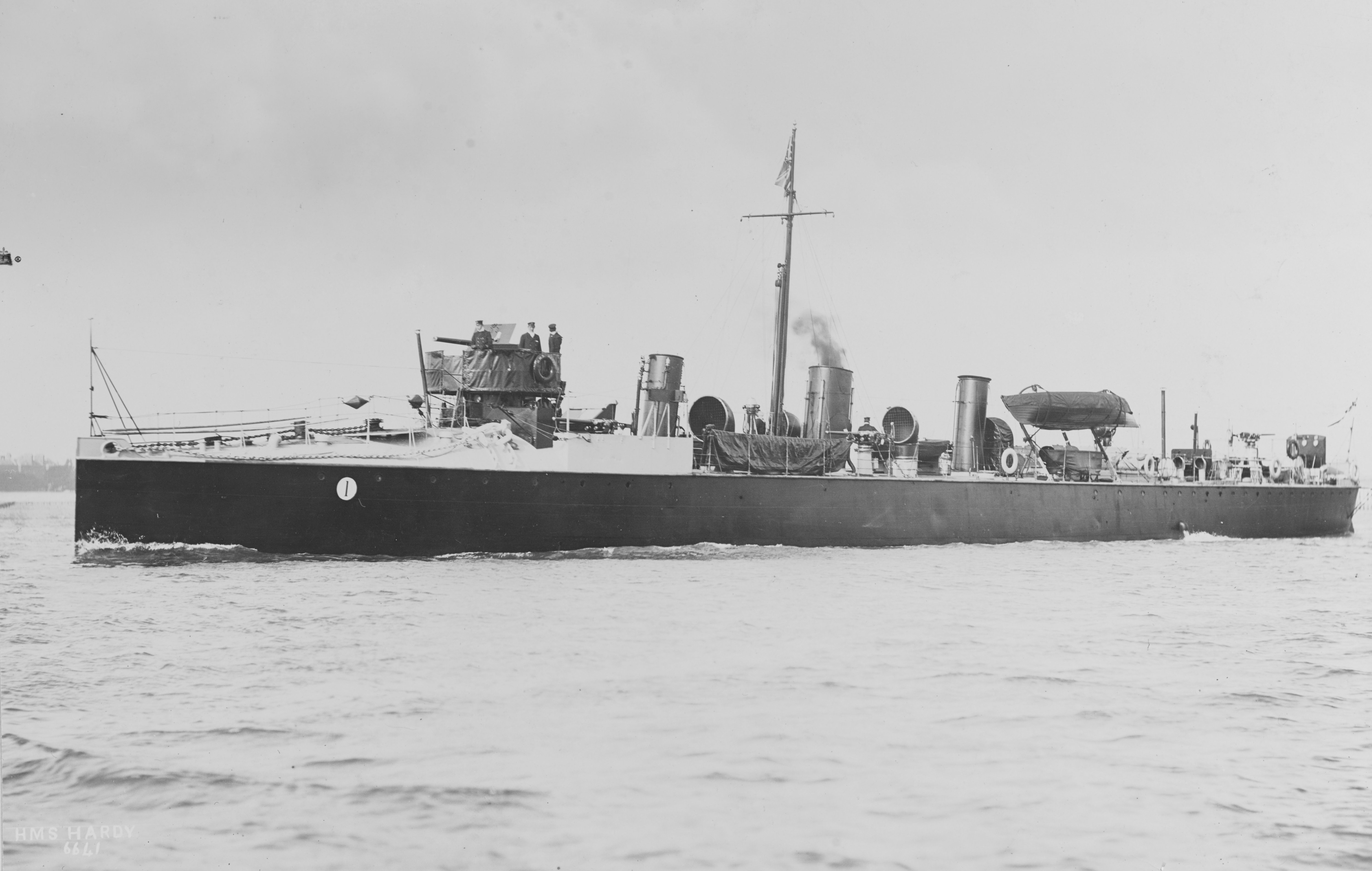
HMS Handy

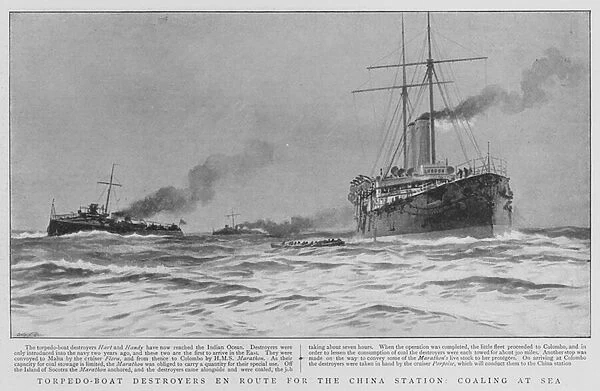
Torpéboroce HMS Hart a HMS Handy v Indickém oceánu doplňují úhlí z plavidla HMS Marathon

Výzbroj představoval jeden 76mm kanón, pět 57mm kanónů a dva jednohlavňové 457mm torpédomety se zásobou čtyř torpéd. Pohonný systém tvořily tři kotle Thornycroft a dva čtyřválcové parní stroje s trojnásobnou expanzí o výkonu 4000 hp, roztáčející dva lodní šrouby. Spaliny odváděly dva komíny. Nejvyšší rychlost dosahovala 27 uzlů. Dosah byl 3000 námořních mil při rychlosti deset uzlů.